# Louis-Philippe I.

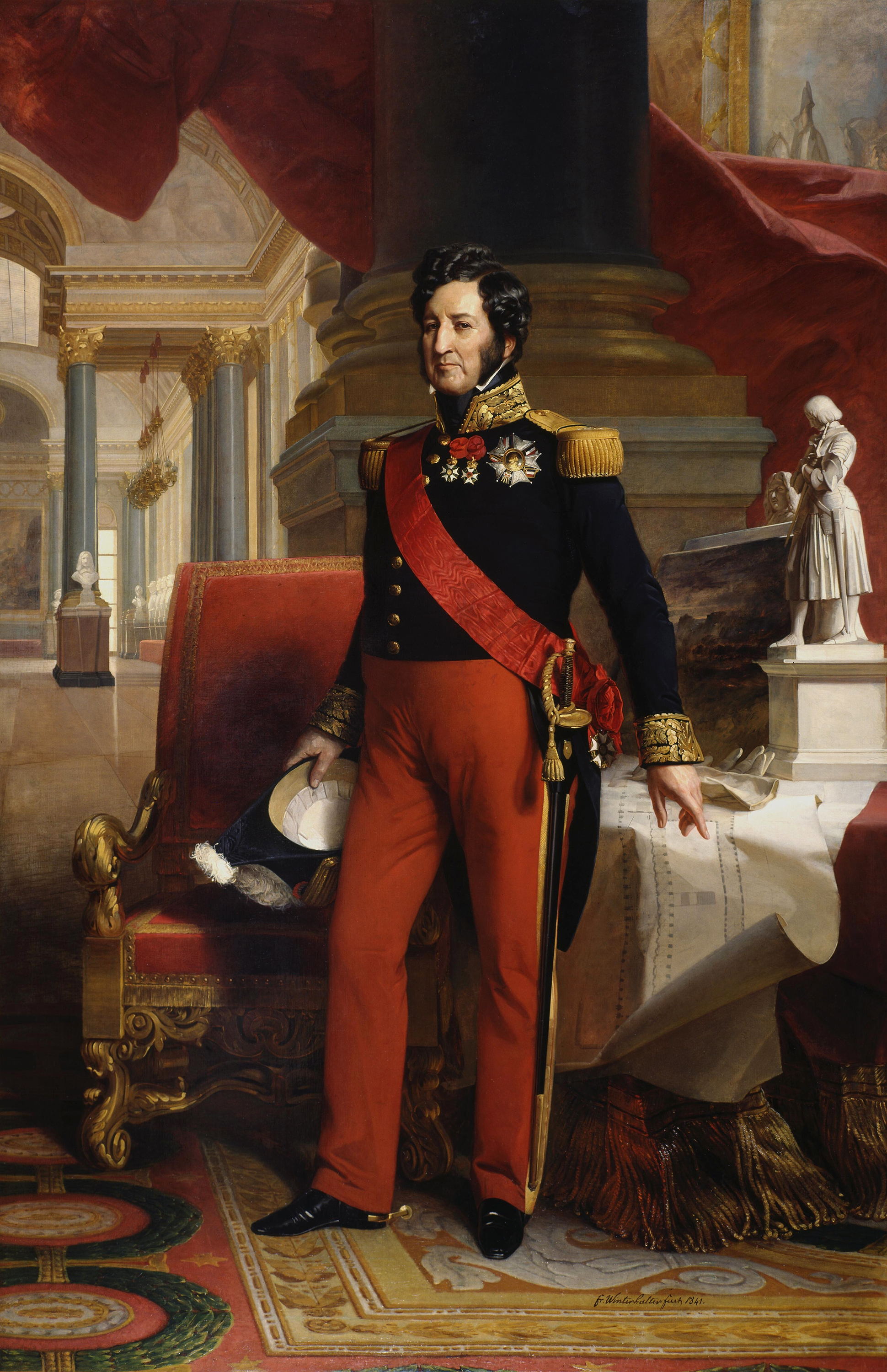
König Louis-Philippe I. (Porträt von Franz Xaver Winterhalter)

Louis-Philippe I. (französisch Louis-Philippe Ier; * 6. Oktober 1773 in Paris; † 26. August 1850 in Claremont House südlich von Esher, Grafschaft Surrey) war während der sogenannten Julimonarchie von 1830 bis 1848 französischer König. Er wurde auch Bürgerkönig genannt (französisch Roi Citoyen oder Roi Bourgeois). Sein offizieller Titel war „König der Franzosen“ und nicht mehr „König von Frankreich und Navarra“, den die französischen Könige seit Heinrich IV. getragen hatten.
Der französische Name Louis-Philippe wird auch im deutschen Sprachraum benutzt, wobei im Deutschen auch die Schreibweise ohne Bindestrich (Louis Philippe) üblich ist. Die deutsche Namensform Ludwig Philipp wird dagegen nur selten verwendet, anders als bei den französischen Königen aus der Zeit vor der Französischen Revolution und bei seinen direkten Vorgängern Ludwig XVIII. und Karl X.

## Leben

### Herkunft
Louis-Philippe war der älteste Sohn des Herzogs Louis-Philippe II. Joseph von Orléans (Philippe Égalité) und seiner Gemahlin Louise Marie Adélaïde de Bourbon-Penthièvre, Tochter des Herzogs von Penthièvre (Haus Orléans). Damit stammte er väterlicherseits vom Bruder Ludwigs XIV. ab, mütterlicherseits vom Comte de Toulouse, einem legitimierten Sohn Ludwigs XIV. und der Madame de Montespan. Da er allerdings auch ein Nachkomme des Regenten Philipp II. von Orléans und seiner Frau Françoise Marie de Bourbon, einer legitimierten Tochter Ludwigs XIV., war, war er auch auf diesem Weg ein direkter Nachfahre des Sonnenkönigs. Anfänglich wurde er Herzog von Valois genannt; als sein Vater den Titel Herzog von Orléans übernahm, wurde er Herzog von Chartres und Nemours.

### Französische Revolution

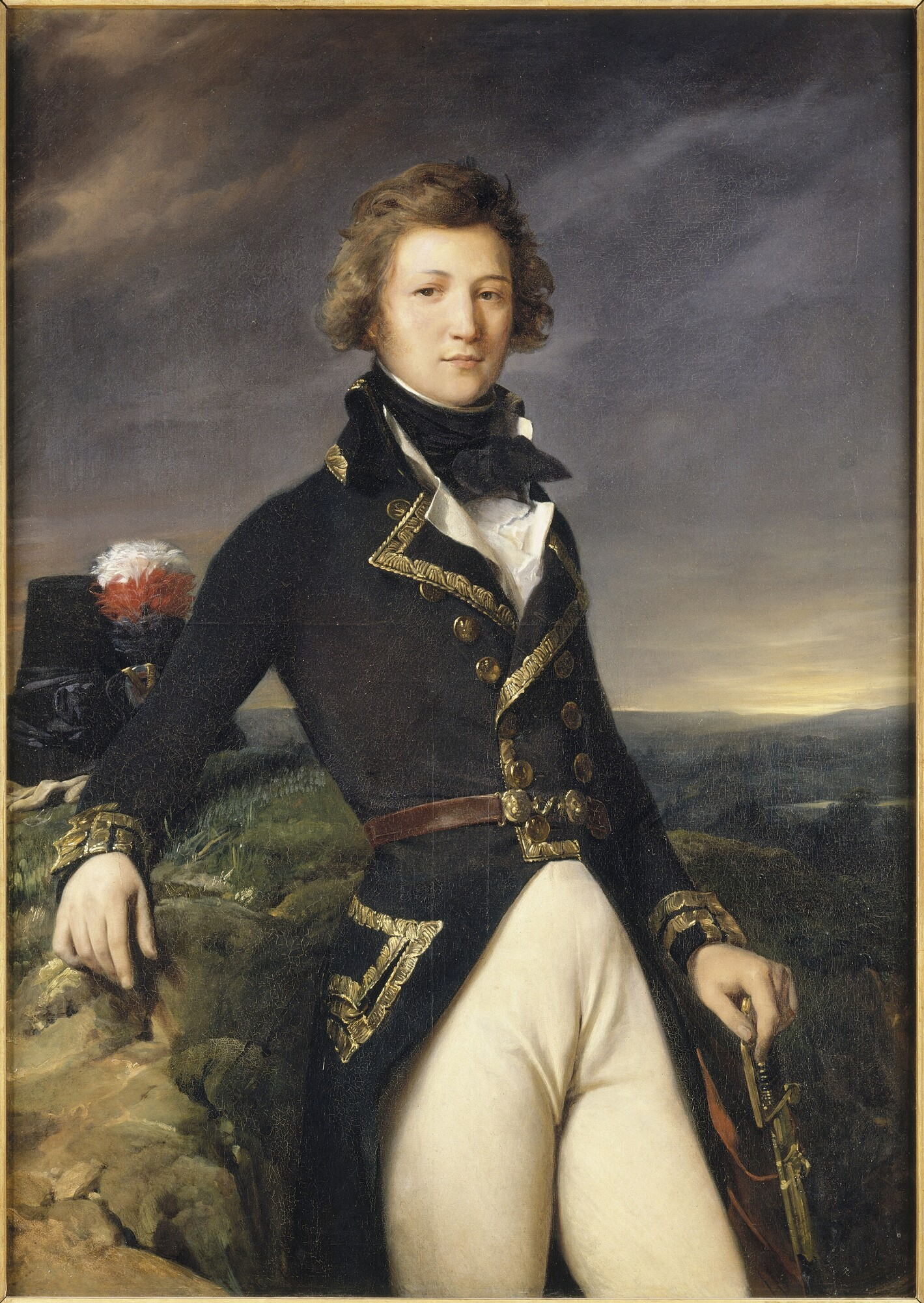
Louis-Philippe als Generalleutnant 1792, Gemälde von Léon Cogniet für das Schloss Versailles (1834)

Beim Ausbruch der Französischen Revolution 1789 war Louis-Philippe sechzehn Jahre alt. Wie sein Vater begrüßte er sie begeistert. 1790 trat er dem Jakobinerklub bei, in dem zu der Zeit noch die Gemäßigten dominierten. Die Debatten der Nationalversammlung besuchte er häufig. Auf diese Weise wurde er eine persona grata der machthabenden Partei.
1792 wurde dem Achtzehnjährigen ein Offiziersposten in der Nordarmee gegeben. Als Lieutenant-général des armées war er am 20. September 1792 an der Kanonade bei Valmy beteiligt. Am nächsten Tag wurde die Republik proklamiert. Louis-Philippe, der sich wie sein Vater den Beinamen Égalité zugelegt hatte, gab sich als ihr eifriger Anhänger.
Er diente unter Dumouriez in Holland. Am 6. November 1792 spielte er eine wichtige Rolle beim Sieg in der Schlacht bei Jemappes. Am 18. März 1793 erlebte er die katastrophale Niederlage der Franzosen in der Schlacht bei Neerwinden.

### Exil

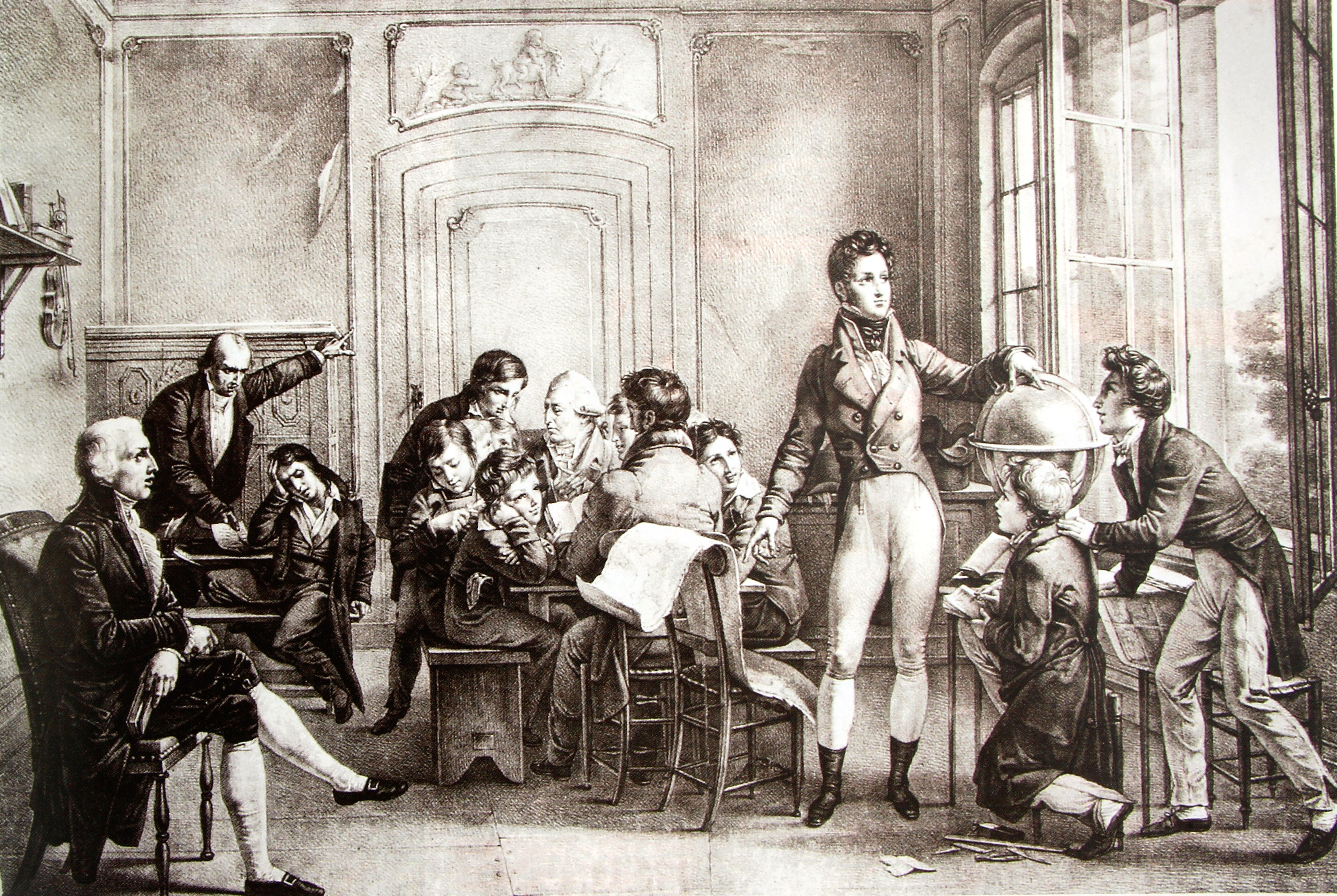
Schulszene in Reichenau, rechts stehend Louis-Philippe

In Dumouriez’ Plan, nach Paris zu marschieren und die Republik zu stürzen, war er Komplize, und am 5. April 1793 floh er mit ihm  über die österreichischen Linien nach Mons. Für die nächsten 21 Jahre sollte er nicht nach Frankreich zurückkehren. Zuerst begab er sich mit seiner Schwester und deren Erzieherin Madame de Genlis in die Eidgenossenschaft, wo er unter dem Namen „Corby“ in Bremgarten (Freie Ämter) lebte. Um dem Zorn der Emigranten zu entgehen, begann er im November 1793 unter dem Namen „Chabod“ im Erziehungsinstitut Reichenau (Graubünden) zu unterrichten, das Johann Baptist von Tscharner im dortigen Schloss eingerichtet hatte. Zur gleichen Zeit wurde Louis Philippes Vater hingerichtet. Der Tod seines Vaters machte ihn zum Herzog von Orléans und damit zum Mittelpunkt der Intrigen der Orléanisten-Partei. Nachdem in Graubünden politische Unruhen ausgebrochen waren, kehrte er im Juni 1794 nach Bremgarten zurück.
1795 war er in Hamburg mit Dumouriez, der ihn immer noch zum König machen wollte. 1796 arbeitete er einige Monate unter dem Decknamen „De Vries“ als Hauslehrer in Friedrichstadt. Louis-Philippe vermied es, sich durch offene Ansprüche auf den Thron festzulegen, und teilte seinen Plan mit, in den Vereinigten Staaten zu leben. In der Hoffnung, dass sich die Lage in Frankreich zu seinem Vorteil wenden würde, schob er dieses Vorhaben jedoch auf. Er reiste stattdessen durch Skandinavien und hielt sich etwa ein Jahr lang in Lappland auf.
1796 bot das Direktorium die Freilassung seiner Mutter und seiner beiden Brüder an, die seit der Schreckensherrschaft im Gefängnis festgehalten wurden. Als Bedingung stellte das Regime die Abreise nach Amerika. Zuerst reisten Louis-Philippes Brüder Antoine Philippe, Herzog von Montpensier und Louis Charles Graf von Beaujolais zusammen nach Philadelphia. Im Februar 1797 traf auch Louis-Philippe in Philadelphia ein. Die drei Brüder reisten nun in Neuengland umher, in der Region der Großen Seen und am Mississippi River. Louis-Philippe hielt sich auch in New York City auf und in Boston, wo er als Französischlehrer wirkte. Er lernte Politiker und hochrangige Vertreter der Gesellschaft kennen, darunter George Washington, Alexander Hamilton, John Jay und George Clinton.
Ende 1797 erfuhren die Brüder vom Staatsstreich des 18. Fructidor V (4. September 1797) und vom erzwungenen Exil ihrer Mutter in Spanien. Daraufhin wollten sie nach Europa zurückkehren. Die geplante Reise von New Orleans über Havanna nach Spanien scheiterte jedoch an den politischen Wirren zwischen den ersten beiden Koalitionskriegen in Europa. Die Brüder saßen ein Jahr lang in Kuba fest. Nachdem sich Spanien und Frankreich im Zusammenhang mit Verhandlungen über Louisiana politisch angenähert hatten, wurden die Brüder von den spanischen Kolonialherren aus Kuba ausgewiesen. Über die Bahamas segelten sie nach Nova Scotia und von dort nach New York, von wo aus sie endlich die Überfahrt nach Europa antreten konnten.
Im Januar 1800 landeten die Brüder in England und ließen sich in Twickenham bei London nieder. In Frankreich hatte Napoleon Bonaparte zu diesem Zeitpunkt seine Macht schon gefestigt. Unmittelbar nach seiner Ankunft nahm Louis-Philippe auf Dumouriez’ Vorschlag Kontakt mit dem Grafen von Artois auf, durch dessen Vermittlung er sich mit dem exilierten Thronprätendenten Ludwig (XVIII.) versöhnte. Er lehnte es aber ab, die Armee von Condé zu unterstützen und gegen Frankreich zu kämpfen. Er hielt aber auch seine Loyalität gegenüber dem Königshaus aufrecht – dies war zumindest seine Behauptung und die Ansicht der Orléanisten; von den Legitimisten wurde diese Darstellung bestritten. 1807 starb Antoine Philippe als erster der drei Brüder in Hampshire an Tuberkulose. Louis Charles, der ebenfalls an Tuberkulose erkrankt war, wurde 1808 nach Malta gebracht und starb dort am 29. Mai 1808.

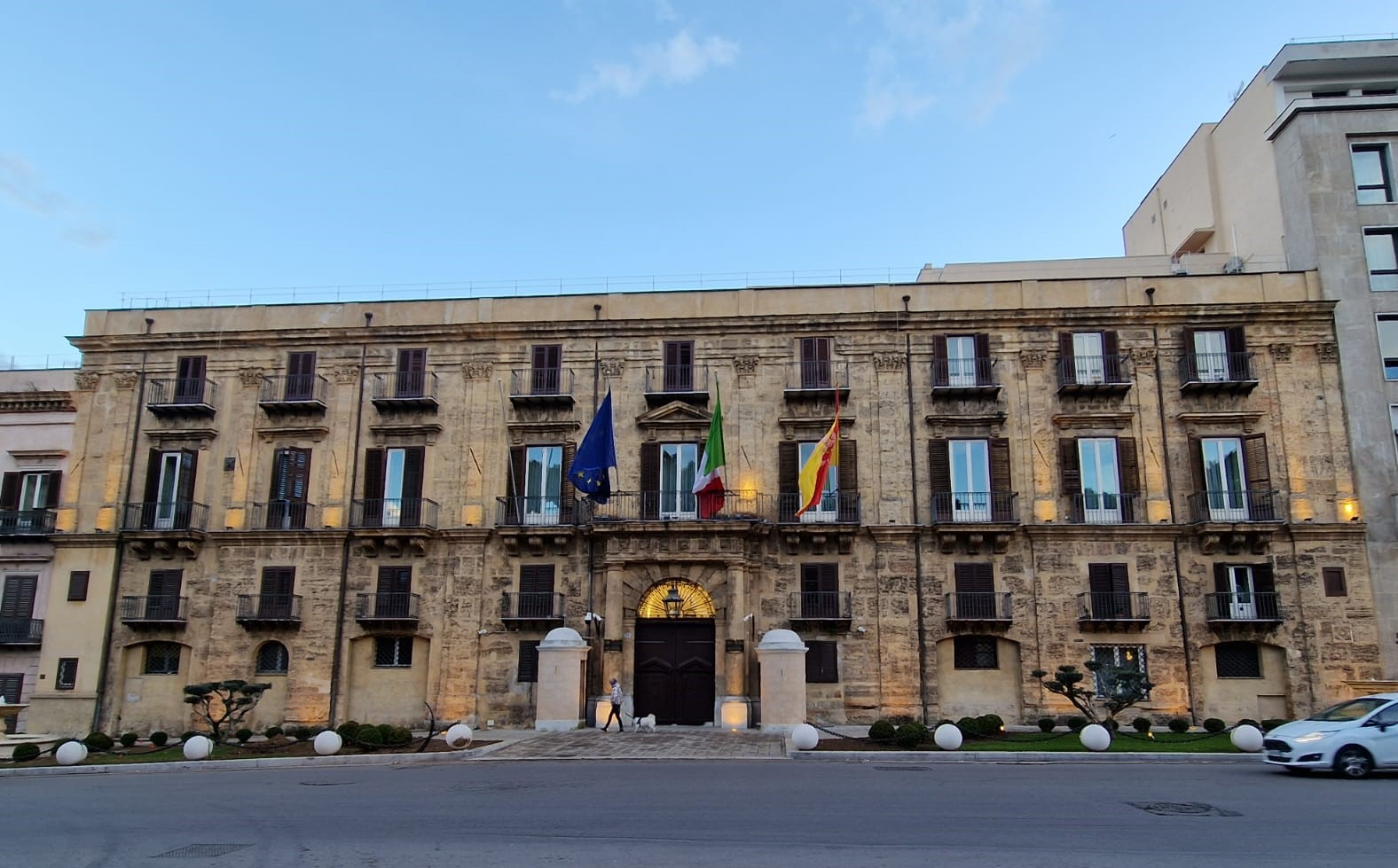
Palais d'Orléans in Palermo

Auf Einladung von König Ferdinand III. von Neapel und Sizilien reiste Louis-Philippe nach Palermo und heiratete dort am 25. November 1809 Prinzessin Maria Amalia, die Tochter des Königs. Das Ehepaar blieb bis 1814 in Palermo, wo auch die ersten drei Kinder zur Welt kamen. Sie bewohnten das Palais d'Orléans gegenüber dem königlichen Normannenpalast, wo das Königspaar residierte, seit Napoleon 1806 Neapel besetzt und 1808 seinen Schwager Joachim Murat zum König von Neapel ernannt hatte. In Sizilien konnte sich König Ferdinand I. hingegen  mit Hilfe der Briten an der Macht halten.

### Rückkehr nach Frankreich
Nach der Abdankung Napoleons kehrte Louis-Philippe von Sizilien nach Frankreich zurück. Dort wurde er von König Ludwig XVIII. herzlich empfangen; sein militärischer Rang wurde bestätigt, und er wurde zum Generaloberst der Husaren ernannt; die umfangreichen Besitzungen der Orléans wurden ihm durch königliche Order wiedergegeben, soweit sie nicht verkauft worden waren. Das Ziel dabei könnte gewesen sein, ihn an den Thron zu binden und gegenüber den revolutionären Parteien zu kompromittieren. Wahrscheinlicher ist es aber, dass es nicht mehr als eine Geste des guten Willens vonseiten des Königs war. Die unmittelbare Folge war jedenfalls, dass er ungeheuer reich wurde, wobei sein Vermögen noch durch seinen Geschäftssinn vergrößert wurde. Nach dem Tod seiner Mutter 1821 wurde sein Vermögen auf rund 8 Millionen Francs geschätzt.
Inzwischen brachte ihn in der hitzigen Atmosphäre der Restauration seine Sympathie mit der liberalen Opposition wiederum unter Verdacht. Sein Verhalten in der Pairskammer im Herbst 1815 kostete ihn zwei Jahre Exil in Twickenham. Louis-Philippe warb um Popularität, indem er seine Kinder en bourgeois in öffentlichen Schulen unterrichten ließ. Das Palais Royal wurde zum Treffpunkt für die Führer der Mittelklasse-Ansichten, durch die er letztlich auf den Thron gebracht wurde.

### König der Franzosen

#### Der Weg auf den Thron

Louis-Philippe I., König der Franzosen, schwört den Eid auf die neue Verfassung

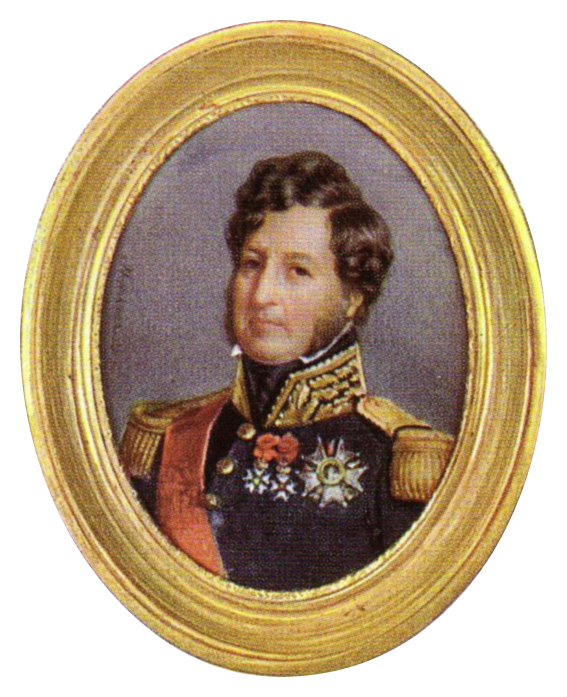
Louis-Philippe, König der Franzosen, Miniatur von François Meuret

Seine Chance kam mit der Julirevolution von 1830. Während der drei Julitage hielt sich der Herzog dezent im Hintergrund, erst in Neuilly, dann in Le Raincy. Inzwischen gab Thiers eine Proklamation heraus, in der er darauf hinwies, dass die Errichtung einer Republik Frankreich mit ganz Europa in Konflikt bringen würde; der Herzog von Orléans hingegen sei den Prinzipien der Revolution verpflichtet, habe die Trikolore unter Beschuss getragen und sei deshalb ein Bürgerkönig, wie ihn das Land wünsche. Diese Ansicht wurde vom Rumpfparlament geteilt, das noch im Palais Bourbon tagte. Eine von Thiers und Laffitte geführte Deputation machte dem Herzog eine Aufwartung, um ihn aufzufordern, den Lauf der Dinge in seine Hand zu nehmen. Er kehrte mit ihnen am 30. Juli nach Paris zurück und wurde von den Abgeordneten zum Generalleutnant des Reichs gewählt. Am nächsten Tag ging er, eingewickelt in einen Trikolore-Schal und mit einem vorausgehenden Trommler, zu Fuß zum Hôtel de Ville, dem Hauptquartier der republikanischen Partei, wo er von La Fayette öffentlich umarmt wurde, als Symbol, dass die Republikaner die Unmöglichkeit anerkannten, ihre eigenen Ideale zu verwirklichen, und dass sie bereit waren, eine auf der Willensbekundung des Volkes basierende Monarchie zu akzeptieren.
Bis dahin hatte er in Briefen an König Karl X. stets die Loyalität seiner Absichten beteuert. Die Beteuerungen waren sicherlich nicht nur Heuchelei. Seine persönlichen Ambitionen spielten eine Rolle, aber er muss auch bald erkannt haben, dass das französische Volk des Legitimismus überdrüssig geworden war und eine Herrschaft unter diesen Bedingungen unmöglich war.
Der König ernannte ihn nun zum Generalleutnant, dankte zugunsten seines Enkels, des Comte de Chambord, ab, und bestimmte Louis-Philippe zum Regenten. Am 7. August erklärte die Kammer mit einer großen Mehrheit Karl X. für abgesetzt und verkündete Louis-Philippe als König der Franzosen, von Gottes Gnaden und dem Willen des Volkes.

#### Regierung

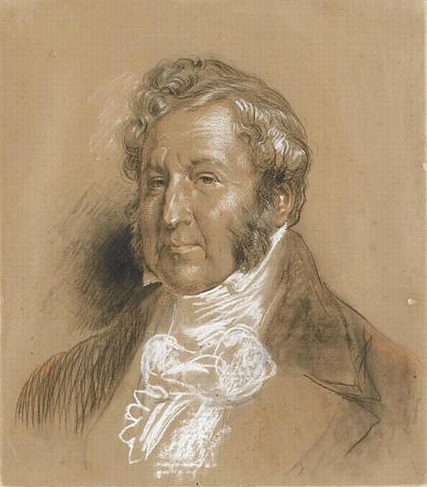
Eugène Louis Lami: Louis-Philippe, Kreidezeichnung, Musée Condé, Chantilly

Unter seiner Regierung nahm das Bürgertum und mit ihm auch die französische Wirtschaft einen ungeheuren Aufschwung, nicht zuletzt durch den beginnenden Eisenbahnbau. Die Industrialisierung lief an, die Kohle- und Stahlproduktion expandierte. Die Finanzaristokratie der großen Bankhäuser Rothschild und Laffitte finanzierte diesen Boom und profitierte davon. Karl Marx kennzeichnet die Regierungszeit Louis-Philippes als „Herrschaft der Finanzaristokratie“. Lafitte wurde bei Regierungsbeginn Louis-Philippes das Wort zugeschrieben: „Von nun an werden die Bankiers herrschen.“ Insbesondere in Paris brach eine Baukonjunktur aus, die vor allem von öffentlichen Aufträgen getragen war. Abgeschlossen wurden z. B. die Bauarbeiten an der Kirche La Madeleine. Auch wurde der Obelisk von Luxor 1836 auf der Place de la Concorde aufgestellt. Beschlossen wurde ein umfassendes Befestigungsprogramm für die Verteidigung von Paris mit vorgelagerten Forts (forts détachés), das wegen seines Umfangs und der Möglichkeit, dass es zur Niederschlagung von Aufständen dienen könne, in die Kritik geriet.
Als zynisches Motto dieser Zeit werden häufig die Worte Enrichissez-vous („Bereichert Euch“) genannt. Durch die Industrialisierung Frankreichs entstand allmählich ein Proletariat. Die mit dieser Politik verbundenen sozialen Probleme wurden in Louis-Philippes Ära vollständig ignoriert. So kam es 1831 und danach mehrfach zum Aufstand der Seidenweber in Lyon.

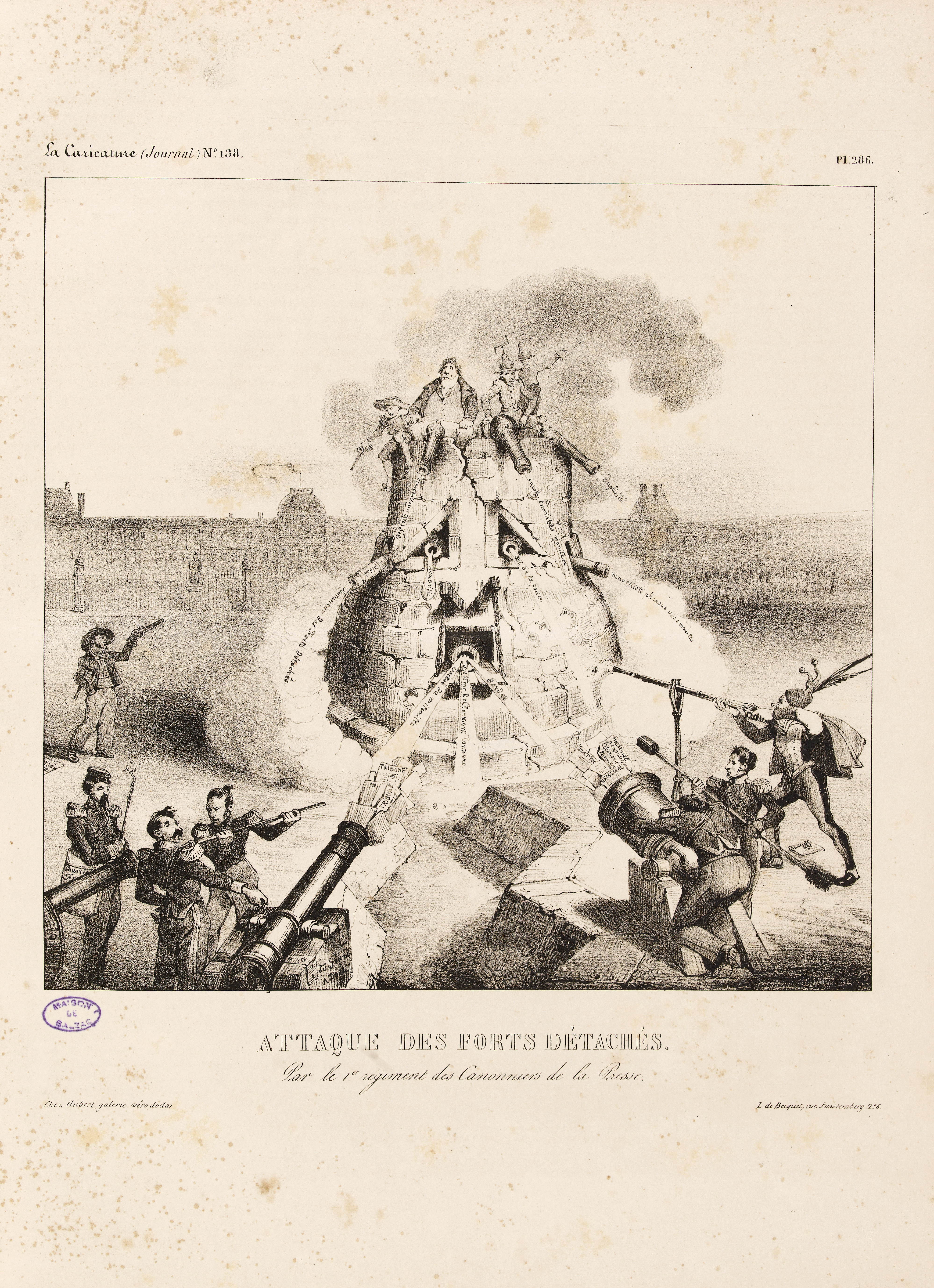
Angriff auf die Forts détachés. Politische Satire (Lithographie) 1835. Vertreter der Zeitungen, die den Plan Louis-Philippes unterstützen, u. a. Le Figaro, verteidigen ein Fort gegen die Journale, die das Projekt angreifen, weil sie darin ein Instrument zur Kontrolle der Bürger sehen. Die Birnenform des Forts ist eine Anspielung auf den stark untersetzen Louis-Philippe (die „Birne“).

Ein Problem für Louis-Philippe war, dass Charles-Louis-Napoléon Bonaparte, später Napoleon III., der Neffe des Kaisers Napoleon Bonaparte, es verstand, seinen Herrschaftsansprüchen einen sozialen Anstrich zu geben. Daher konnte er vor allem in der Bauernschaft, die auch ökonomisch zu den Verlierern der Julimonarchie zählte, eine nicht unbeträchtliche Anhängerschaft um sich sammeln. Er unternahm zwei Putschversuche, die jedoch kaum Erfolg hatten und nach dem zweiten Versuch in einer Verurteilung zu lebenslanger Festungshaft für Louis Bonaparte endeten.
Louis-Philippe verabschiedete sich im Laufe seiner Amtszeit mehr und mehr von seinem liberalen Regierungsstil und schloss sich schließlich sogar der Heiligen Allianz an, gegen die doch der Verteidigungsgürtel angeblich gerichtet war. Deren erklärtes Ziel war seit dem Wiener Kongress 1815, in Europa die Verhältnisse wiederherzustellen, wie sie vor der Französischen Revolution von 1789 geherrscht hatten, vor allem die Vorherrschaft des Adels und Rückeroberung von dessen Privilegien.

#### Attentatsversuche
Louis-Philippe war mehrmals Ziel von Attentätern.
- Am 19. November 1832 schoss ein Unbekannter in Paris auf ihn.
- Am 28. Juli 1835 sollte der König bei einer Truppenparade durch eine von Joseph Fieschi konstruierte und eingesetzte Höllenmaschine getötet werden. Der König wurde leicht verletzt, zwölf Personen aus seinem Gefolge starben. Weitere Tote und Verletzte gab es unter den Zuschauern auf dem Pariser Boulevard du Temple.[5] Fieschi und zwei Mitverschwörer wurden mit der Guillotine geköpft. Durch die Septembergesetze wurde am 9. September 1835 die Zensur wieder eingeführt und die Strafen für alle Pressevergehen wurden drastisch erhöht, da der oppositionellen Presse vorgeworfen wurde, das Klima für den Anschlag bereitet zu haben.
- Am 25. Juni 1836 schoss Louis Alibaud an den Tuilerien mit einer Pistole auf den vorbeifahrenden König.
- Am 27. Dezember 1836 wollte der Schreiber Meunier ebenfalls durch Abfeuern einer Schusswaffe das Leben Louis-Philippes beenden.
- Am 15. Oktober 1840 gab der Arbeiter Marius Ennemond Darmès aus einem Karabiner fünf Schüsse auf den in einer Kutsche heimkehrenden König ab, der beim Attentat unverletzt blieb.
- Am 16. April 1846 schoss der ehemalige Forstwärter Pierre Lecomte im Park von Schloss Fontainebleau mit einer Doppelflinte auf den Monarchen, der mit seiner Familie in einer Kutsche von einer Spazierfahrt zurückkam. Niemand kam beim Attentat zu Schaden.
- Am 29. Juli 1846 richtete der Stahlwarenfabrikant H. Henry zwei Schüsse aus einer Pistole auf den im Garten der Tuilerien angetroffenen König, die ihr Ziel verfehlten.

Ferner gab es einen Anschlag auf seine Söhne am 13. September 1841 beim Einzug eines Regiments durch den Arbeiter Quenisset.

### Absetzung, Exil und Tod
Als sich die durch die Industrialisierung verursachten sozialen Probleme verschärften, kam es 1848 erneut zur bürgerlichen Revolution (Februarrevolution 1848) und seiner Absetzung am 24. Februar 1848. Es folgte die Etablierung der Zweiten Französischen Republik. Louis-Philippes Nachfolger wurde Charles-Louis-Napoléon Bonaparte, erst als Staatspräsident und ab 1852 als Kaiser Napoleon III.

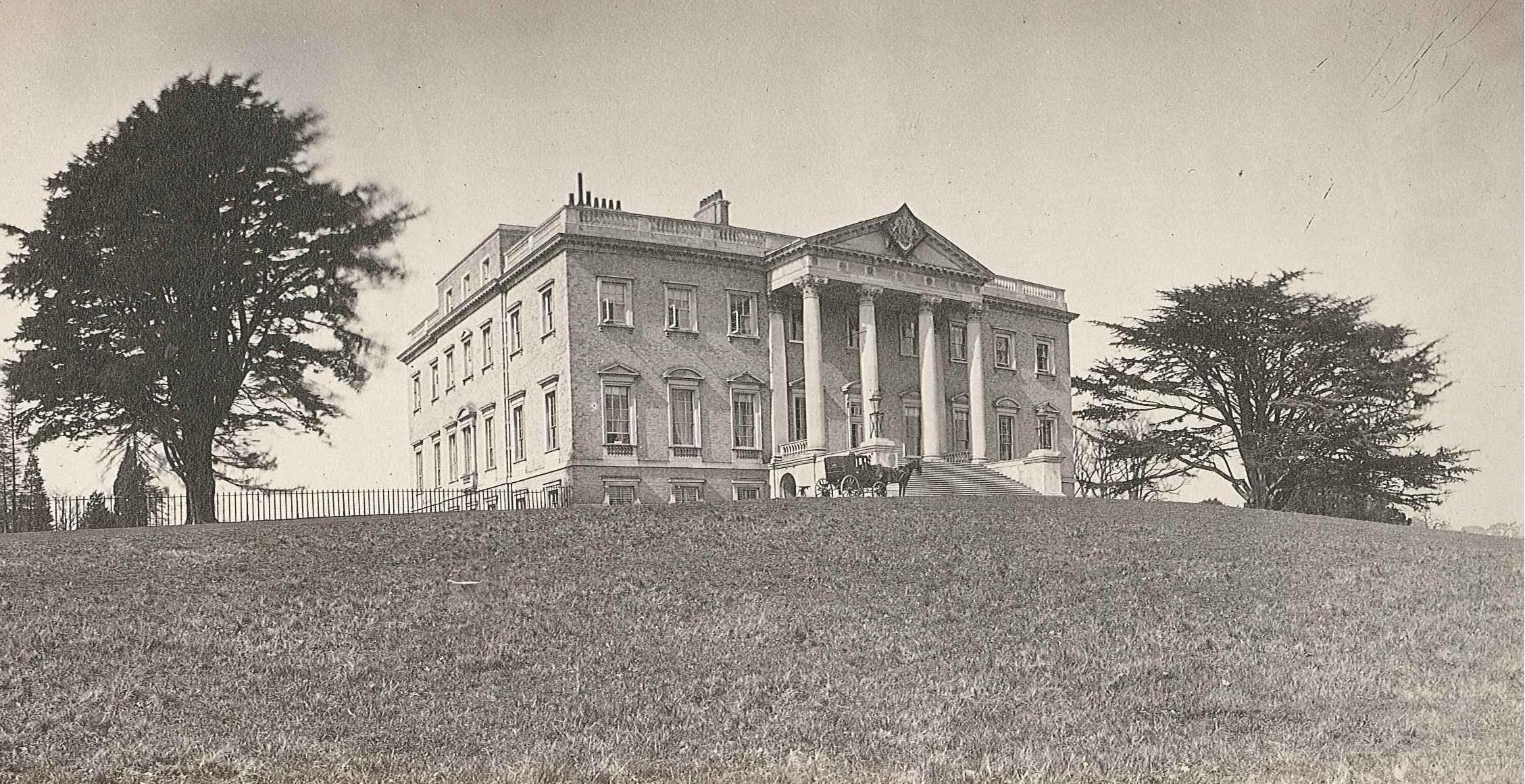
Claremont House um 1860

Louis-Philippe wurde entmachtet und ging ins Exil nach England, wo er als Graf von Neuilly mit seiner Familie in Esher (Surrey) lebte. Königin Victoria stellte ihm dort das Claremont House zur Verfügung. Dessen Eigentümer war Louis-Philippes Schwiegersohn, König Leopold I. von Belgien, der 1832 Louis-Philippes Tochter Louise von Orléans (1812–1850) geheiratet hatte. Das Landgut hatte er 1816 vom britischen Staat als Hochzeitsgeschenk erhalten, da seine erste Ehefrau die britische Thronfolgerin Charlotte Augusta von Wales gewesen war. Bis zu seiner Wahl zum belgischen König 1831 hatte er das Haus selbst genutzt. Louis-Philippe starb dort 1850 im Alter von 76 Jahren.
Louis-Philippe und Marie-Amélie wurden nach ihrem Tod 1850 beziehungsweise 1866 in Weybridge in der römisch-katholischen Kirche St Charles Borromeo bestattet. 1876 wurden die beiden Leichname in die Chapelle royale im westlich von Paris gelegenen Dreux überführt, eine Begräbnisstätte, die Louis-Philippes Mutter ab 1816 für die Familie hatte erbauen lassen.

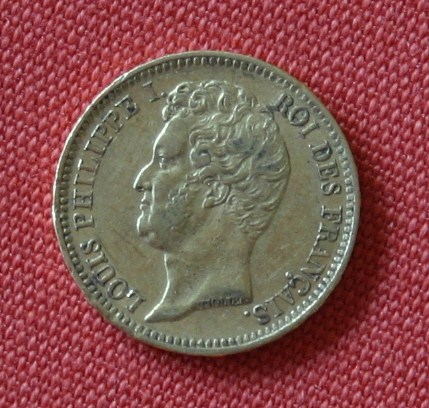
20-Francs-Goldmünze von 1831 mit Konterfei Louis-Philippes
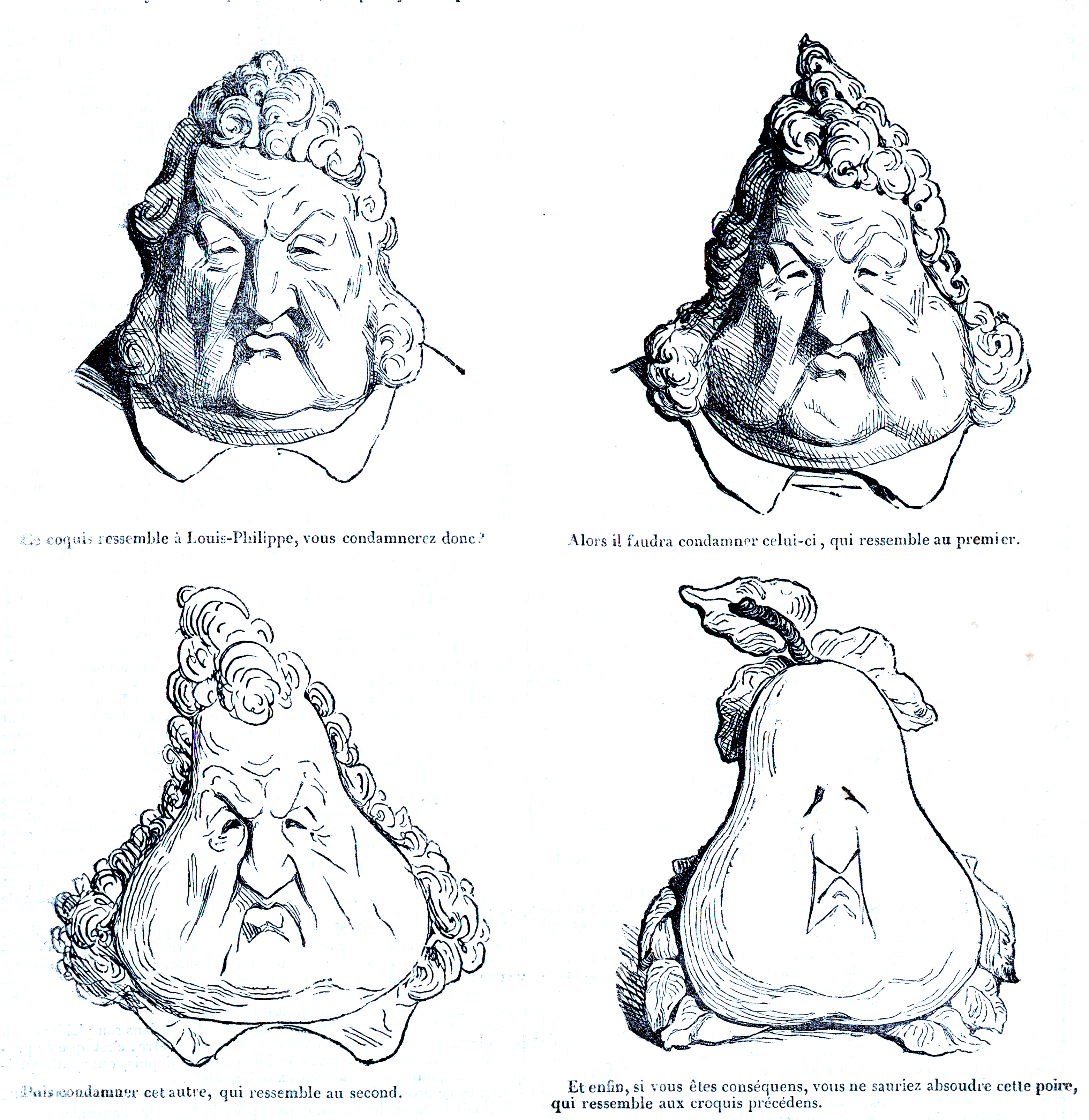
Verwandlung des Königs Louis-Philippe in eine Birne, Karikatur von Honoré Daumier, um 1831
Wappen Louis-Philippes von 1831 bis 1848 (mit den bourbonischen Lilien unter dem Turnierkragen des Hauses Orleans, der Trikolore der Revolution und dem Orden der napoleonischen Ehrenlegion)
„Konstitutionswappen“ Frankreichs während der Julimonarchie

## Nachkommen

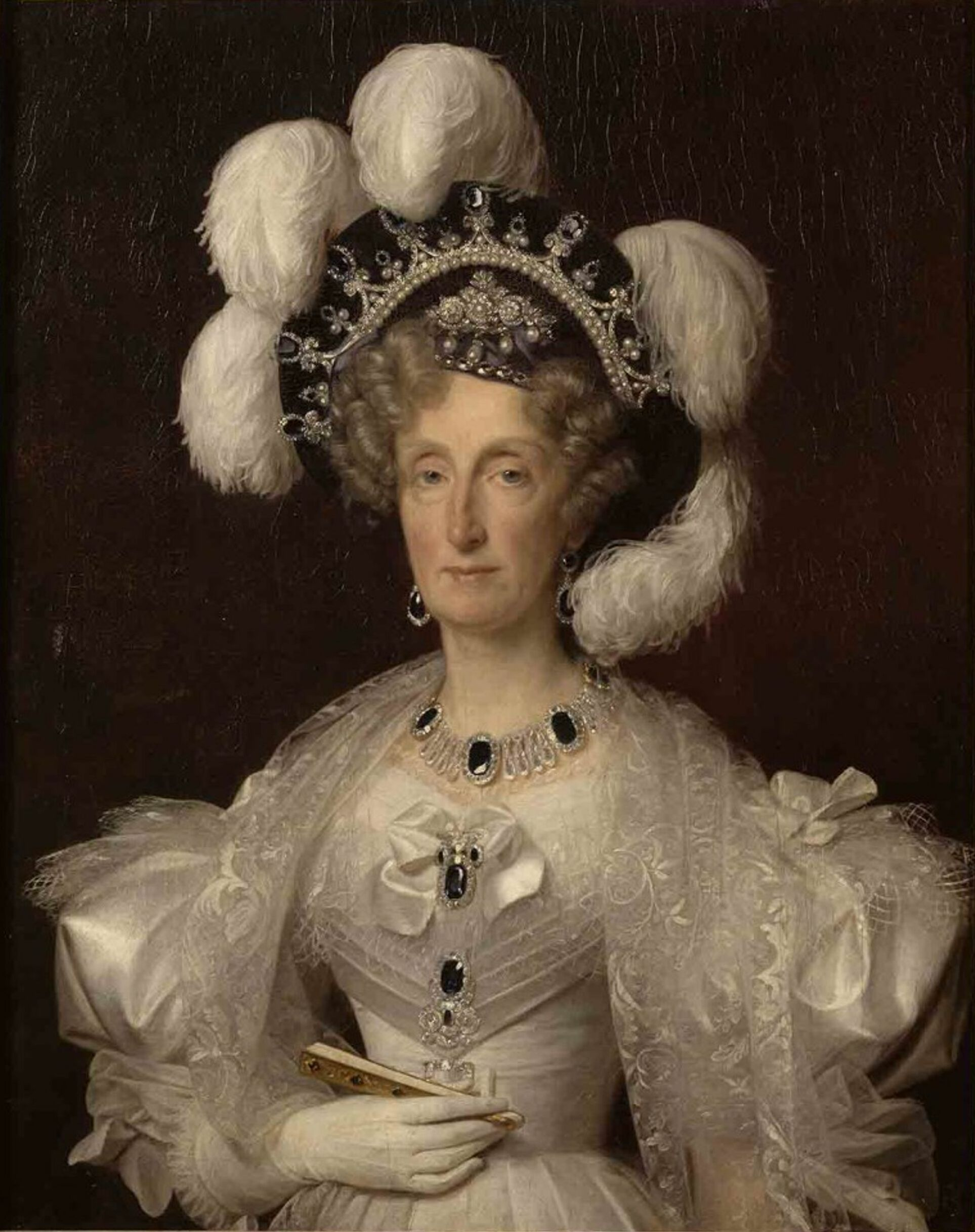
Louis Hersent, Maria Amalia von Neapel-Sizilien

Mit Maria Amalia von Neapel-Sizilien hatte Louis-Philippe sechs Söhne und vier Töchter:
1. Ferdinand Philippe (1810–1842), Herzog von Chartres und Orléans ⚭ Herzogin Helene zu Mecklenburg-Schwerin (1814–1858)
2. Louise (1812–1850) ⚭ König Leopold I. von Belgien (1790–1865)
3. Marie Christine (1813–1839) ⚭ Herzog Alexander von Württemberg (1804–1881)
4. Louis (1814–1896), Herzog von Nemours ⚭ Viktoria von Sachsen-Coburg und Gotha (1822–1857)
5. Françoise (1816–1818)
6. Clementine (1817–1907) ⚭ Prinz August von Sachsen-Coburg und Gotha (1818–1881)
7. François (1818–1900), Prinz von Joinville ⚭ Prinzessin Franziska von Brasilien, Infantin von Portugal (1824–1898)
8. Charles (1820–1828), Herzog von Penthièvre
9. Henri (1822–1897), Herzog von Aumale ⚭ Maria Karolina Augusta von Neapel-Sizilien (1822–1869)
10. Antoine (1824–1890), Herzog von Montpensier ⚭ Luisa Fernanda von Spanien (1832–1897)

Seit dem Aussterben der älteren Linie der französischen Bourbonen 1883 wird die spanische Linie der Bourbonen von einem Teil der Monarchisten, den Legitimisten als Thronprätendenten auf die französische Krone anerkannt, während andere, die Orleanisten, Louis-Philippes Nachkommen als thronberechtigt ansehen.

## Vorfahren
| Ahnentafel Louis-Philippe de Bourbon, duc d’Orléans                      | Ahnentafel Louis-Philippe de Bourbon, duc d’Orléans                                                                                 | Ahnentafel Louis-Philippe de Bourbon, duc d’Orléans                                                                                 | Ahnentafel Louis-Philippe de Bourbon, duc d’Orléans                                                                            | Ahnentafel Louis-Philippe de Bourbon, duc d’Orléans                                                                            | Ahnentafel Louis-Philippe de Bourbon, duc d’Orléans                                                                            | Ahnentafel Louis-Philippe de Bourbon, duc d’Orléans                                                                            | Ahnentafel Louis-Philippe de Bourbon, duc d’Orléans                                                                            | Ahnentafel Louis-Philippe de Bourbon, duc d’Orléans                                                                            |
| ------------------------------------------------------------------------ | --- | --- | --- | --- | --- | --- | --- | --- |
| Ururgroßeltern                                                           | König Ludwig XIV. (1638–1715) mit Madame de Montespan (1640–1707)                                                                   | Anne-Jules de Noailles (1650–1708) ⚭ 1671 Marie Françoise de Bournonville (1656–1748)                                               | Rinaldo d’Este (1655–1737) ⚭ 1696 Charlotte Felicitas von Braunschweig-Lüneburg (1671–1710)                                    | Philippe II. de Bourbon, duc d’Orléans (1674–1723) ⚭ 1692 Françoise Marie de Bourbon (1677–1749)                               | Philippe II. de Bourbon, duc d’Orléans (1674–1723) ⚭ 1692 Françoise Marie de Bourbon (1677–1749)                               | Markgraf Ludwig Wilhelm (Baden-Baden) (1655–1707) ⚭ 1690 Franziska Sibylla Augusta von Sachsen-Lauenburg (1675–1733)           | François Louis de Bourbon, prince de Conti (1664–1709) ⚭ 1688 Marie Thérèse de Bourbon-Condé (1666–1732)                       | Louis III. de Bourbon, prince de Condé (1668–1710) ⚭ 1685 Louise Françoise de Bourbon (1673–1743)                              |
| Urgroßeltern                                                             | Louis-Alexandre de Bourbon, comte de Toulouse (1678–1737) ⚭ 1723 Marie-Victoiré-Sophie de Noailles, marquise de Gondrin (1688–1766) | Louis-Alexandre de Bourbon, comte de Toulouse (1678–1737) ⚭ 1723 Marie-Victoiré-Sophie de Noailles, marquise de Gondrin (1688–1766) | Francesco III. d’Este (1698–1780) ⚭ 1720 Charlotte Aglaé d’Orléans (1700–1761)                                                 | Francesco III. d’Este (1698–1780) ⚭ 1720 Charlotte Aglaé d’Orléans (1700–1761)                                                 | Louis I. de Bourbon, duc d’Orléans (1703–1752) ⚭ 1724 Auguste von Baden-Baden (1704–1726)                                      | Louis I. de Bourbon, duc d’Orléans (1703–1752) ⚭ 1724 Auguste von Baden-Baden (1704–1726)                                      | Louis Armand II. de Bourbon, prince de Conti (1695–1727) ⚭ 1713 Louise Élisabeth de Bourbon (1693–1775)                        | Louis Armand II. de Bourbon, prince de Conti (1695–1727) ⚭ 1713 Louise Élisabeth de Bourbon (1693–1775)                        |
| Großeltern                                                               | Louis Jean Marie de Bourbon, duc de Penthièvre (1725–1793) ⚭ 1744 Maria Teresa Felicita d’Este (1726–1754)                          | Louis Jean Marie de Bourbon, duc de Penthièvre (1725–1793) ⚭ 1744 Maria Teresa Felicita d’Este (1726–1754)                          | Louis Jean Marie de Bourbon, duc de Penthièvre (1725–1793) ⚭ 1744 Maria Teresa Felicita d’Este (1726–1754)                     | Louis Jean Marie de Bourbon, duc de Penthièvre (1725–1793) ⚭ 1744 Maria Teresa Felicita d’Este (1726–1754)                     | Louis Philippe I. de Bourbon, duc d’Orléans (1725–1785) ⚭ 1743 Louise Henriette de Bourbon-Conti (1726–1759)                   | Louis Philippe I. de Bourbon, duc d’Orléans (1725–1785) ⚭ 1743 Louise Henriette de Bourbon-Conti (1726–1759)                   | Louis Philippe I. de Bourbon, duc d’Orléans (1725–1785) ⚭ 1743 Louise Henriette de Bourbon-Conti (1726–1759)                   | Louis Philippe I. de Bourbon, duc d’Orléans (1725–1785) ⚭ 1743 Louise Henriette de Bourbon-Conti (1726–1759)                   |
| Eltern                                                                   | Louis-Philippe II. Joseph de Bourbon, duc d’Orléans (1747–1793) ⚭ 1769 Louise Marie Adélaïde de Bourbon-Penthièvre (1753–1821)      | Louis-Philippe II. Joseph de Bourbon, duc d’Orléans (1747–1793) ⚭ 1769 Louise Marie Adélaïde de Bourbon-Penthièvre (1753–1821)      | Louis-Philippe II. Joseph de Bourbon, duc d’Orléans (1747–1793) ⚭ 1769 Louise Marie Adélaïde de Bourbon-Penthièvre (1753–1821) | Louis-Philippe II. Joseph de Bourbon, duc d’Orléans (1747–1793) ⚭ 1769 Louise Marie Adélaïde de Bourbon-Penthièvre (1753–1821) | Louis-Philippe II. Joseph de Bourbon, duc d’Orléans (1747–1793) ⚭ 1769 Louise Marie Adélaïde de Bourbon-Penthièvre (1753–1821) | Louis-Philippe II. Joseph de Bourbon, duc d’Orléans (1747–1793) ⚭ 1769 Louise Marie Adélaïde de Bourbon-Penthièvre (1753–1821) | Louis-Philippe II. Joseph de Bourbon, duc d’Orléans (1747–1793) ⚭ 1769 Louise Marie Adélaïde de Bourbon-Penthièvre (1753–1821) | Louis-Philippe II. Joseph de Bourbon, duc d’Orléans (1747–1793) ⚭ 1769 Louise Marie Adélaïde de Bourbon-Penthièvre (1753–1821) |
| Louis-Philippe d’Orléans, duc d’Orléans (1773–1850), König der Franzosen | | | | | | | | |

## Ehrungen

### Orden
- Frankreich:
  - Orden vom Heiligen Geist, 2. Februar 1789[7]
  - Großkreuz der Ehrenlegion, 3. Juli 1816;[8] Großmeister, 9. August 1830
  - Großkreuz des Ordre royal et militaire de Saint-Louis, 10. Juli 1816[9]
  - Gründer und Großmeister des Juli-Kreuzes, 13. Dezember 1830
- Belgien: Großmeister des Leopoldsordens, 10. März 1833[10]
- Königreich Dänemark: Ritter des Elefanten-Ordens, 30. April 1846[11]
- Ernestinische Herzogtümer: Herzoglich Sachsen-Ernestinischer Hausorden, März 1840[12]
- Niederlande: Großkreuz des Militär-Wilhelms-Ordens, 22. März 1842[13]
- Ritter vom Goldenen Vlies, 21. Februar 1834[14]
- Beylik von Tunis: Hussainidischer Familienorden[15]
- Königreich beider Sizilien:[16]
  - Ritter des Januariusordens
  - Großkreuz des Ordens des heiligen Ferdinand und des Verdienstes
- Großbritannien und Irland: Stranger Knight of the Garter, 11. Oktober 1844[17]

### Sonstige Ehrungen
Louis-Philippes Name ist am Triumphbogen in Paris in der 1. Spalte eingetragen (CHARTRES). Daneben trägt das Louis-Philippe-Plateau in der Antarktis seinen Namen. Auch die Pflanzengattung Philippodendrum Poit. aus der Familie der Malvengewächse (Malvaceae) ist nach ihm benannt.

### Mitgliedschaften
Louis-Philippe I. war eines der 140 Gründungsmitglieder der 1838 in Paris gegründeten zoologischen Gesellschaft Société Cuvierienne.